# Юрківська сільська рада (Тульчинський район)
| Юрківська сільська рада — колишній орган місцевого самоврядування у Тульчинському районі Вінницької області з адміністративним центром у с. Юрківка. Сільській раді підпорядковані населені пункти: - с. Юрківка - с. Станіславка |

## Склад ради
Рада складається з 18 депутатів та голови.

## Керівний склад сільської ради
| ПІБ                            | Основні відомості                                                               | Дата обрання | Дата звільнення |
| ------------------------------ | ------------------------------------------------------------------------------- | ------------ | --------------- |
| Железняк Валентина Василівна   | Сільський голова, 1963 року народження, освіта, позапартійна                    | 26.03.2006   | 31.10.2010      |
| Бондар Володимир Володимирович | Сільський голова, 1961 року народження, освіта середня спеціальна, безпартійний | 31.10.2010   |                 |

Примітка: таблиця складена за даними джерела